# Louis de La Vergne-Montenard de Tressan (1670-1733)
Pour les articles homonymes, voir La Vergne.
Ne doit pas être confondu avec Louis de La Vergne-Montenard de Tressan (évêque du Mans).
Louis de La Vergne de Tressan est un évêque catholique français, archevêque de Rouen du 17 octobre 1723 au 18 avril 1733.

## Biographie
Louis est le deuxième fils de Jérémie, seigneur de Tressan et maréchal de Camp, maintenu noble en 1668 sur preuves de 1431, qui épouse le 1er mars 1667 Marguerite de Béon. Il a un frère François de La Vergne, marquis de Tressan.
Il est reçu chanoine-comte de Lyon, en 1693. Premier aumônier du duc d'Orléans. Évêque de Vannes, puis de Nantes en septembre 1717, il termine sa carrière comme archevêque de Rouen et meurt le 18 avril 1733.

## Héraldique
Ses armes, celle de la famille de La Vergne de Tressan, sont : d'argent au chef de gueules, chargé de trois coquilles d'argent ombrées de sable.
Albert Le Grand donne les armoiries suivantes : Écartelé au 1 et 4 d'or à 2 vaches de gueules ( Béarn), au 2 et 3 d'or à 3 chevrons de sables ( Maison de Lévis) et sur le tout d'argent au chef de gueules chargé de trois coquilles d'argent.